# Mazatlán Fútbol Club Femenil
El Mazatlán Fútbol Club Femenil es un club de fútbol profesional femenil mexicano de la Liga MX Femenil que juega en el Estadio El Encanto con sede en Mazatlán, Sinaloa, México. Es la filial femenina del Mazatlán FC, equipo de la Liga MX varonil.

## Historia
El 2 de junio de 2020, el Monarcas Morelia anunció mediante un comunicado en redes sociales el inicio de los trámites ante la Federación Mexicana de Fútbol y la Liga MX para cambiar de sede de Morelia, Michoacán a Mazatlán, Sinaloa. El 8 de junio se presentó el morado como color oficial de la institución. El 10 de junio, en la Asamblea de la LIGA MX, se aprobó el cambio de nombre y sede del Monarcas Morelia a Mazatlán FC.
El cambio de nombre y sede también incluyó al equipo femenil y a las escuadras de fuerzas básicas pertenecientes al club, además con el traslado se sumó a la mayor parte del cuerpo técnico y del plantel del Monarcas, posteriormente el Mazatlán FC fue el segundo equipo en la Liga MX Femenil en contar con una dirigente del sexo femenino.
El 19 de julio de 2020 se anunció al Estadio El Encanto como la sede para los partidos como local del equipo, compartiendo la misma instalación con el equipo varonil.

## Instalaciones
El Estadio El Encanto, también llamado El Kraken, es un estadio de fútbol localizado en la ciudad de Mazatlán, Sinaloa, México. Fue inaugurado en julio de 2020 y tiene una capacidad para 25.000 espectadores, y es la misma sede del Mazatlán FC que juega en la Liga MX varonil a partir del Apertura 2020.

## Indumentaria

### Proveedor
| Período     | Proveedor |
| ----------- | --------- |
| 2020 – 2025 | Pirma     |

### Patrocinadores
| - Caliente - Primera Plus - Corona Extra - Quesos Chilchota - Banda El Recodo - Olas Altas Inn - Banco Azteca - Redpetroil - eXp - Hilton | - Paquetexpress - Aeternus Funerales - Totalplay - Electrolit - Salsa Huichol - Farmacias del Ahorro - Dportenis - El Encanto Desarrollos - Carl's Jr. |

## Jugadoras

### Altas y bajas: Clausura 2024
Fecha de actualización: 23 de mayo de 2024
| Altas    | Altas    | Altas       |
| Jugadora | Posición | Procedencia |
| -------- | -------- | ----------- |

 En Pretemporada existen jugadoras del equipo piloto, se contemplarán como altas si son registradas para el torneo.
| Bajas           | Bajas         | Bajas                                |
| Jugadora        | Posición      | Destino                              |
| --------------- | ------------- | ------------------------------------ |
| Anahí Rentería  | Mediocampista | Club Atlético de San Luis            |
| Fátima Arellano | Defensa       | Agente libre                         |
| Magalí Cuadrado | Delantera     | En recuperación de lesión en el club |

Existen casos de jugadoras que estaba en el equipo piloto y fichan para otro equipo, la jugadora se considerará baja las que debutan en liga.

### Fuerzas Básicas

#### Sub-19
- La jugadora ya debutó en Primera División.

### Jugadoras internacionales
| Selección                                  | Categoría | Jugadoras                      | #     |
| ------------------------------------------ | --------- | ------------------------------ | ----- |
| México                                     | Sub-17    | Cristina Montaño               | 1 (1) |
| Argelia                                    | Absoluta  | Soumaya Bouak                  | (1)   |
| Guatemala                                  | Absoluta  | Samantha López                 | 1 (1) |
| Puerto Rico                                | Absoluta  | Cristina Torres                | (1)   |
| Sudáfrica                                  | Absoluta  | Hildah Magaia, Sinoxolo Cesane | 2 (2) |
| Uruguay                                    | Absoluta  | Magalí Cuadrado                | (1)   |
| Fecha de actualización: 4 de junio de 2024 |           |                                |       |

Se consideran jugadoras internacionales si han recibido llamado a selecciones nacionales en los últimos 12 meses. Con negritas se muestran aquellas jugadoras que han sido llamadas en la última convocatoria.

## Plantillas Importantes

### 11 Inicial en Liga
Las Cañoneras iniciaron su participación en la Liga MX Femenil el 15 de agosto de 2020 en las canchas "Colomos", cayendo por un marcador de 4 a 1 ante su rival Atlas Femenil. El gol a favor fue anotado por Casandra Montero al minuto 36. 
| Alineación: - Mariana Zárraga - Nallely Magaña - Michell Guerrero - Jazmín López - Linda Valdez - Casandra Montero - Tamara Romero - Belkis Escalante - Montserrat Peña - Magaly Cortés - Joselyn Flores - D.T. Miguel Hernández |  | M. Zárraga N. Magaña M. Guerrero J. López L. Valdéz C. Montero T. Romero B. Escalante M. Peña M. Cortés J. Flores |

## Estadísticas

### Primera División
Actualizado al último partido disputado el: 4 de mayo de 2024
| TORNEO        | PJ  | PG | PE | PP | GF  | GC  | DIF  | PTS | POSICIÓN | LOGRO                       | EFE (%) |
| ------------- | --- | -- | -- | -- | --- | --- | ---- | --- | -------- | --------------------------- | ------- |
| Apertura 2020 | 17  | 6  | 3  | 8  | 14  | 39  | -25  | 21  | 10.º     | –                           | 41.2    |
| Clausura 2021 | 17  | 4  | 6  | 7  | 16  | 25  | -9   | 18  | 13.º     | –                           | 35.3    |
| Apertura 2021 | 17  | 1  | 3  | 13 | 6   | 40  | -34  | 6   | 17.º     | –                           | 11.8    |
| Clausura 2022 | 17  | 3  | 4  | 10 | 11  | 30  | -19  | 13  | 15.º     | –                           | 25.5    |
| Apertura 2022 | 17  | 3  | 2  | 12 | 15  | 49  | -34  | 11  | 17.º     | –                           | 21.6    |
| Clausura 2023 | 17  | 1  | 1  | 15 | 6   | 60  | -54  | 4   | 18.º     | –                           | 7.8     |
| Apertura 2023 | 17  | 0  | 2  | 15 | 12  | 51  | -39  | 2   | 18.º     | –                           | 3.9     |
| Clausura 2024 | 17  | 4  | 1  | 12 | 20  | 55  | -35  | 13  | 14.º     | –                           | 25.5    |
| TOTAL         | 136 | 22 | 22 | 92 | 100 | 349 | -249 | 88  | 15.º     | 10.º lugar en clasificación | 21.6%   |

## Goles históricos

### Goles en Liga
| Gol                                            | Fecha                | Jugador                | Rival               | Resultado | Notas           |
| ---------------------------------------------- | -------------------- | ---------------------- | ------------------- | --------- | --------------- |
| 1                                              | 15 de agosto de 2020 | Casandra Montero (39') | Atlas Fútbol Club   | 4 - 1     | Primer gol Liga |
| 50                                             | 1 de agosto de 2022  | Melisa Ramos (45')     | Club Puebla Femenil | 1 - 0     | Gol número 50   |
| Fecha de actualización: 6 de noviembre de 2023 |                      |                        |                     |           |                 |

## Máximas goleadoras
Actualizado al último partido disputado el: 4 de mayo de 2024

### Máximas goleadoras en liga
| Pos | Nacionalidad | Nombre            | Goles |
| --- | ------------ | ----------------- | ----- |
| 1.º | México       | Melisa Ramos      | 10    |
| 2.º | México       | Magaly Cortés     | 9     |
| 3.º | México       | Anahí Rentería    | 5     |
| 3.º | Sudáfrica    | Sinoxolo Cesane   | 5     |
| 3.º | México       | Liliana Hernández | 5     |
| 6.º | México       | Alejandra Curiel  | 4     |
| 6.º | Puerto Rico  | Cristina Torres   | 4     |
| 6.º | Sudáfrica    | Hilda Magaia      | 4     |
| 6.º | Argelia      | Soumaya Bouak     | 4     |
| 6.º | México       | Casandra Montero  | 4     |

| Máximas goleadoras en temporada regular                         | Máximas goleadoras en temporada regular | Máximas goleadoras en temporada regular | Máximas goleadoras en temporada regular |
| Pos                                                             | Nacionalidad                            | Nombre                                  | Goles                                   |
| --------------------------------------------------------------- | --------------------------------------- | --------------------------------------- | --------------------------------------- |
| 1.º                                                             | México                                  | Melisa Ramos                            | 10                                      |
| 2.º                                                             | México                                  | Magaly Cortés                           | 9                                       |
| 3.º                                                             | México                                  | Anahí Rentería                          | 5                                       |
| 3.º                                                             | Sudáfrica                               | Sinoxolo Cesane                         | 5                                       |
| 3.º                                                             | México                                  | Liliana Hernández                       | 5                                       |
| Máximas goleadoras en liguilla                                  |                                         |                                         |                                         |
| Pos                                                             | Nacionalidad                            | Nombre                                  | Goles                                   |
| El Mazatlán Fútbol Club no ha tenido participación en liguilla. |                                         |                                         |                                         |

### Máximas anotadoras por temporada
| Máximas anotadoras por temporada regular de liga | Máximas anotadoras por temporada regular de liga                                           | Máximas anotadoras por temporada regular de liga |
| Torneo                                           | Jugadora                                                                                   | Goles                                            |
| ------------------------------------------------ | ------------------------------------------------------------------------------------------ | ------------------------------------------------ |
| Apertura 2020                                    | Liliana Hernández                                                                          | 3                                                |
| Clausura 2021                                    | Melisa Ramos                                                                               | 6                                                |
| Apertura 2021                                    | Alejandra Escobedo Yahaira Flores Montserrat Peña Norma Gaitán Alma López Belkis Escalante | 1                                                |
| Clausura 2022                                    | Connie Caliz                                                                               | 3                                                |
| Apertura 2022                                    | Magaly Cortés                                                                              | 4                                                |
| Clausura 2023                                    | Olga Trasviña                                                                              | 2                                                |
| Apertura 2023                                    | Cristina Torres                                                                            | 3                                                |
| Clausura 2024                                    | Sinoxolo Cesane                                                                            | 5                                                |

| Máximas anotadoras por liguilla                                 | Máximas anotadoras por liguilla | Máximas anotadoras por liguilla |
| Torneo                                                          | Jugadora                        | Goles                           |
| --------------------------------------------------------------- | ------------------------------- | ------------------------------- |
| El Mazatlán Fútbol Club no ha tenido participación en liguilla. |                                 |                                 |

## Jugadoras Extranjeras
| Jugadora           | Posición      | Edad    | Procedencia               | Destino                              | Duración                     |
| ------------------ | ------------- | ------- | ------------------------- | ------------------------------------ | ---------------------------- |
| Magalí Cuadrado    | Delantera     | 26 años | C.A. Atenas Atlas F.C.    | Atlas F.C. En recuperación de lesión | Ap. 2021 - Cl. 2022 Ap. 2023 |
| Valeria Ríos       | Defensa       | 26 años | Agente libre              | S.F. Damaiense                       | Ap. 2022 - Cl. 2023          |
| Cristina Torres    | Mediocampista | 24 años | Puerto Rico Sol F.C.      | Sigue en el club                     | Cl. 2023 - Presente          |
| Soumaya Bouak      | Mediocampista | 24 años | Simcoe County Rovers FC   | Sigue en el club                     | Ap. 2023 - Presente          |
| Andrea Hauksdóttir | Mediocampista | 29 años | Agente libre              | Agente libre                         | Ap. 2023                     |
| Samantha López *   | Defensa       | 22 años | C. Universidad Nacional   | Sigue en el club                     | Ap. 2023 - Presente          |
| Hildah Magaia      | Delantera     | 30 años | Sejong Sportstoto WFC     | En el club                           | Cl. 2024                     |
| Sinoxolo Cesane    | Mediocampista | 24 años | East Tennessee Buccaneers | En el club                           | Cl. 2024                     |

*La jugadora tiene nacionalidad mexicana, pero representa a otra selección nacional.

## Entrenadores
Actualizado al último partido disputado el: 4 de mayo de 2024
| Entrenador                 | Temporada     | PJ | PG | PE | PP | TR | GF | GC  | DIF | PTS | POS                             | Resultado                       | EFE (%) |
| -------------------------- | ------------- | -- | -- | -- | -- | -- | -- | --- | --- | --- | ------------------------------- | ------------------------------- | ------- |
| Miguel Hernández           | Apertura 2020 | 17 | 6  | 3  | 8  | 0  | 14 | 39  | -25 | 21  | 10.º                            | Fase Regular                    | 41.2    |
| Miguel Hernández           | Clausura 2021 | 17 | 4  | 6  | 7  | 0  | 16 | 25  | -9  | 18  | 13.º                            | Fase Regular                    | 35.3    |
| Miguel Hernández           | Apertura 2021 | 17 | 1  | 3  | 13 | 0  | 6  | 40  | -34 | 6   | 17.º                            | Fase Regular                    | 11.8    |
| Miguel Hernández           | Total         | 51 | 11 | 12 | 28 | 0  | 36 | 104 | -68 | 45  | 13.º                            | Fase Regular                    | 29.4 %  |
| Juan Carlos Mendoza        | Clausura 2022 | 17 | 3  | 4  | 10 | 0  | 11 | 30  | -19 | 13  | 15.º                            | Fase Regular                    | 25.5    |
| Juan Carlos Mendoza        | Apertura 2022 | 10 | 1  | 2  | 7  | 0  | 6  | 30  | -24 | 5   | Dejó el equipo en la Jornada 10 | Dejó el equipo en la Jornada 10 | 16.7    |
| Juan Carlos Mendoza        | Total         | 27 | 4  | 6  | 17 | 0  | 17 | 60  | -43 | 18  | 15.º                            | Fase Regular                    | 22.2 %  |
| Alonso Madrigal            | Apertura 2022 | 7  | 2  | 0  | 5  | 0  | 9  | 19  | -10 | 6   | 17.º                            | Fase Regular                    | 28.6    |
| Alonso Madrigal            | Total         | 7  | 2  | 0  | 5  | 0  | 9  | 19  | -10 | 6   | 17.º                            | Fase Regular                    | 28.6 %  |
| Jesús Padrón               | Clausura 2023 | 14 | 1  | 0  | 13 | 0  | 4  | 49  | -45 | 3   | Dejó el equipo en la Jornada 15 | Dejó el equipo en la Jornada 15 | 7.1     |
| Jesús Padrón               | Total         | 14 | 1  | 0  | 13 | 0  | 4  | 49  | -45 | 3   | No concluyó el torneo           | No concluyó el torneo           | 7.1 %   |
| Alonso Madrigal (Interino) | Clausura 2023 | 3  | 0  | 1  | 2  | 0  | 2  | 11  | -9  | 1   | 18.º                            | Fase Regular                    | 11.1    |
| Alonso Madrigal (Interino) | Total         | 3  | 0  | 1  | 2  | 0  | 2  | 11  | -9  | 1   | 18.º                            | Fase Regular                    | 11.1 %  |
| Miguel Razo                | Apertura 2023 | 10 | 0  | 0  | 10 | 0  | 5  | 33  | -28 | 0   | Dejó el equipo en la Jornada 10 | Dejó el equipo en la Jornada 10 | 0       |
| Miguel Razo                | Total         | 10 | 0  | 0  | 10 | 0  | 5  | 33  | -28 | 0   | No concluyó el torneo           | No concluyó el torneo           | 0       |
| Alonso Madrigal            | Apertura 2023 | 7  | 0  | 2  | 5  | 0  | 7  | 18  | -11 | 2   | 18.º                            | Fase Regular                    | 9.5     |
| Alonso Madrigal            | Clausura 2024 | 17 | 4  | 1  | 12 | 1  | 20 | 55  | -35 | 13  | 14.º                            | –                               | 25.5    |
| Alonso Madrigal            | Total         | 24 | 4  | 3  | 17 | 1  | 27 | 73  | -46 | 15  | 16.º                            | Fase Regular                    | 20.8 %  |